# Mihaela Loghin
Mihaela Loghin, romunska atletinja, * 1. junij 1952, Roman, Romunija.
Nastopila je na poletnih olimpijskih igrah leta 1984, kjer je osvojila naslov olimpijske podprvakinje v suvanju krogle, le en centimeter za zmagovalko Claudio Losch. Na evropskih dvoranskih prvenstvih je osvojila bronasto medaljo leta 1986. 